# Allégorie de la ville de Besançon
Pour les articles homonymes, voir Allégorie et Besançon (homonymie).
Allégorie de la ville de Besançon est une sculpture allégorique en marbre de 1884, de style art académique néo-classique tardif, du sculpteur Just Becquet (1829-1907) représentation allégorique de la ville de Besançon dans le Doubs en Bourgogne-Franche-Comté, exposée au musée des Beaux-Arts et d'Archéologie de Besançon. 

## Historique
Cette statue allégorique académique du sculpteur Just Becquet (natif de Besançon, et élève de François Rude) représente Besançon en centurion guerrière (ou en déesse guerrière) de l'Empire romain (en souvenir des origines Séquanes gallo-romaine de Vesontio, de l'histoire de Besançon).  

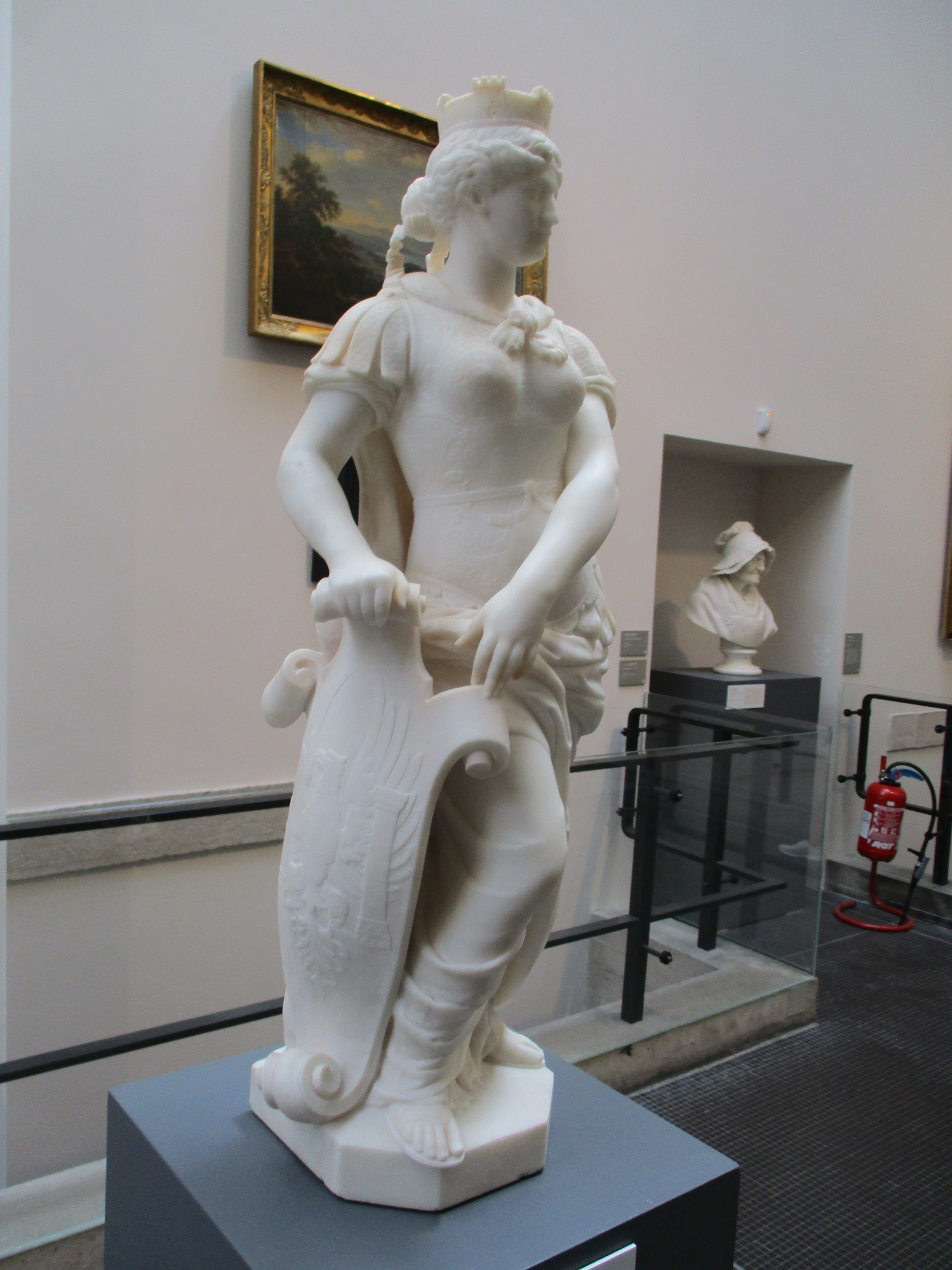
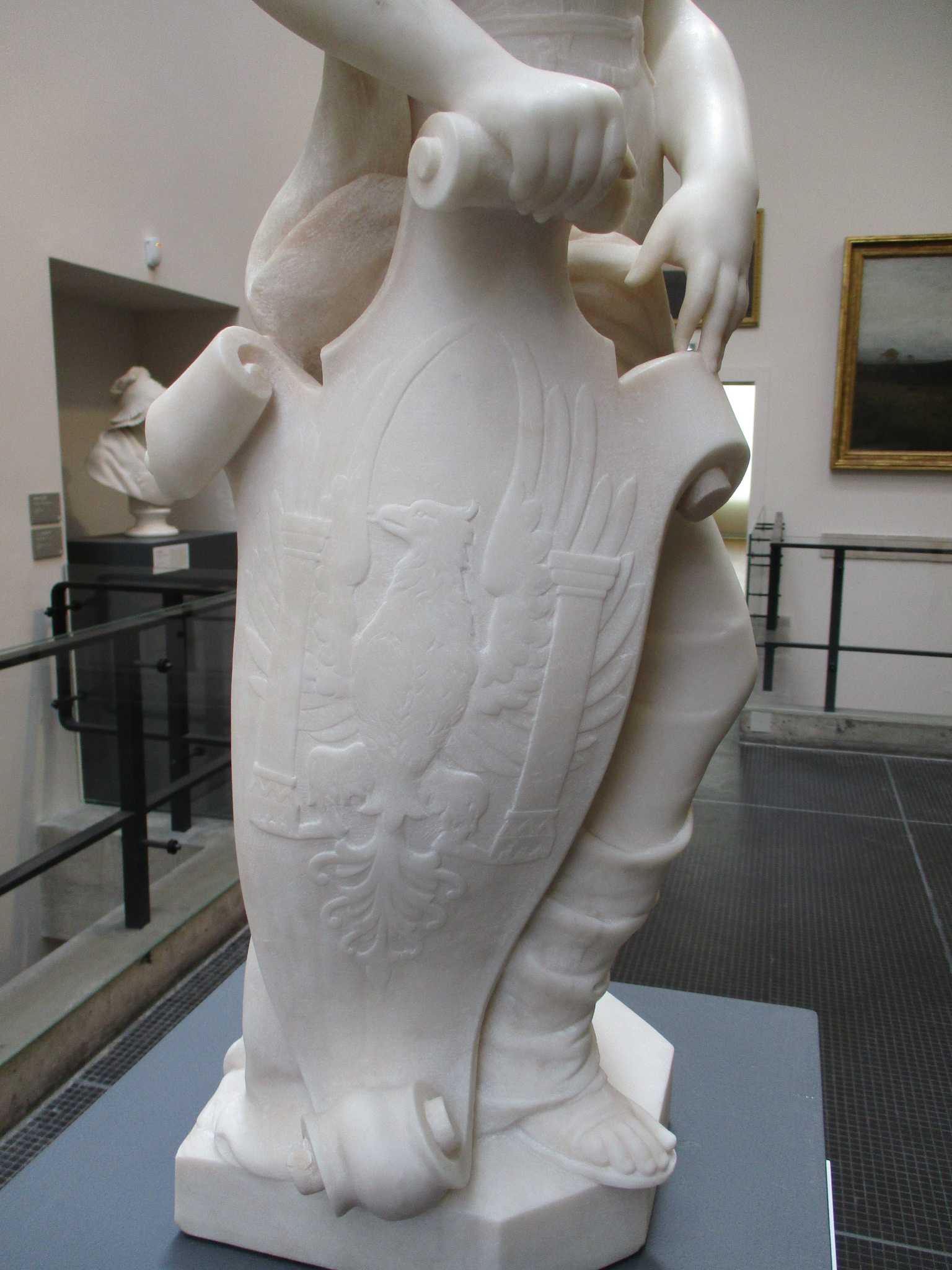
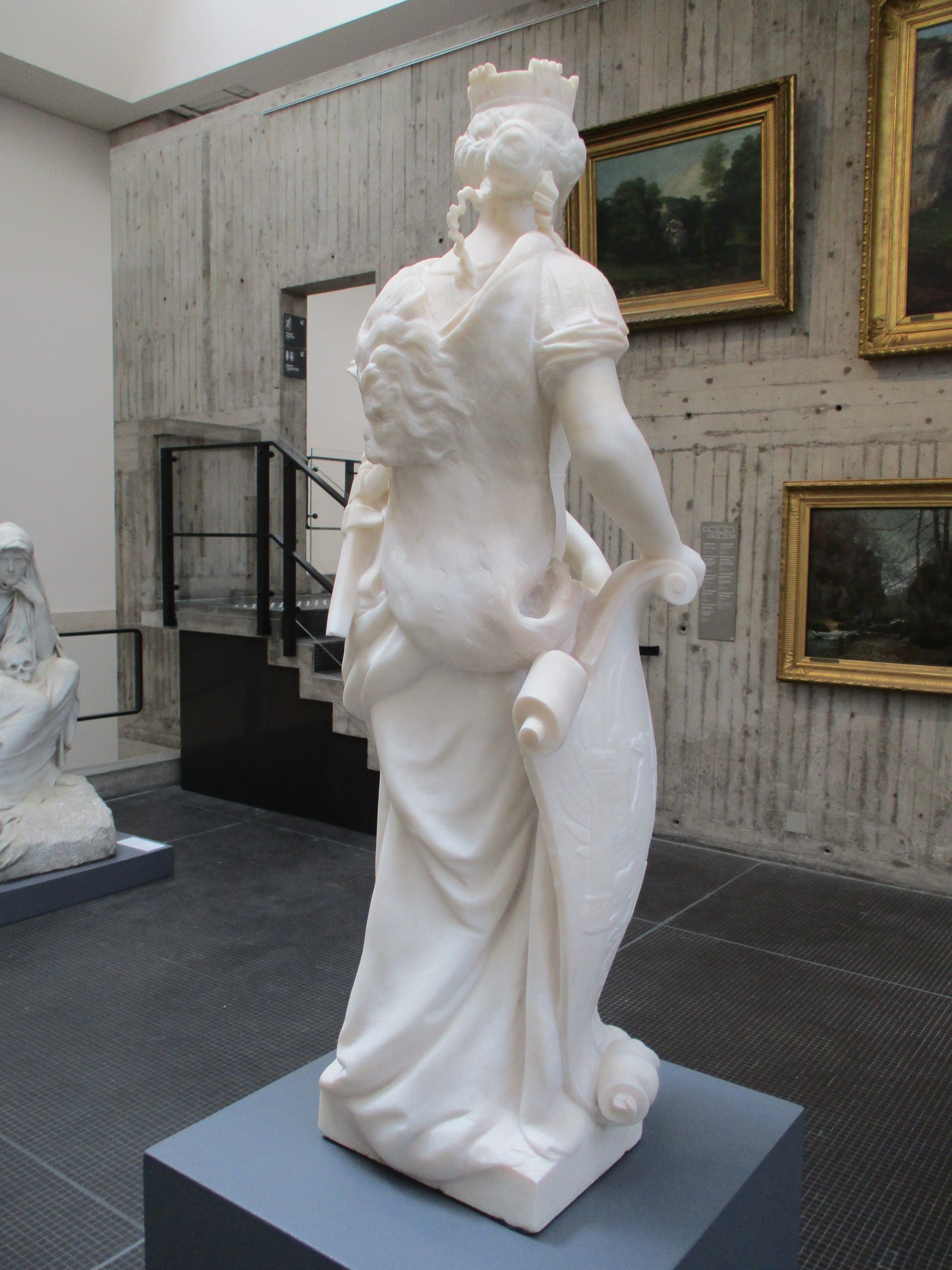
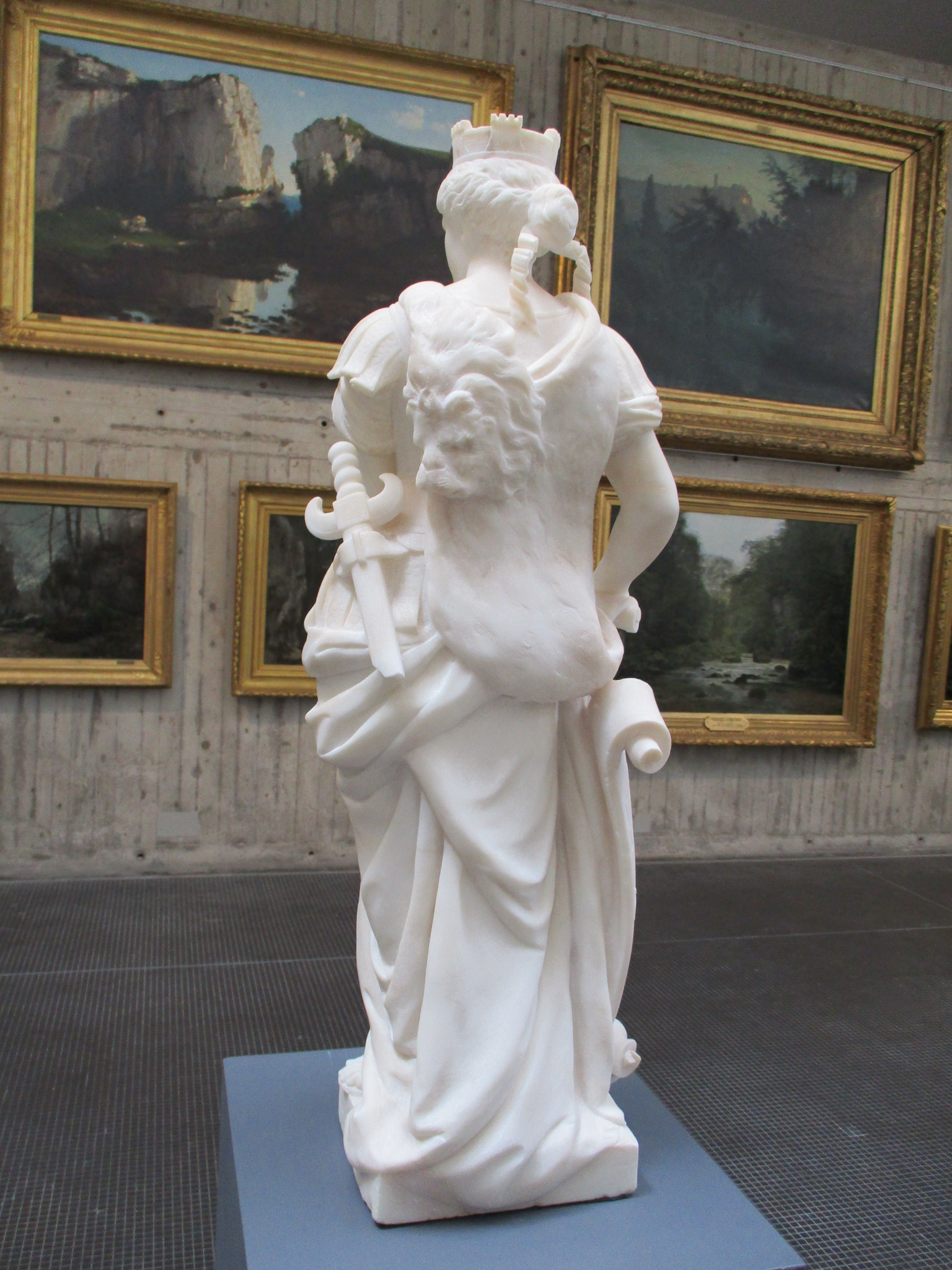

Elle porte une couronne en forme de citadelle, un bouclier aux armoiries de Besançon, un glaive et un sac à dos à tête de lion franc-comtois. 